# Чечил с плесенью
Чечил с плесенью (арм. Կանաչ չեչիլ - дословно "зелёный чечил") — это одна из уникальных разновидностей армянского традиционного сыра чечил, отличающаяся специализированной технологией ферментации и созревания. В процессе производства данный продукт покрывается колониями благородной плесени, что придаёт ему сложный органолептический профиль, включающий богатый букет ароматов и вкусовых оттенков. Этот деликатес представляет собой предмет интереса не только для гурманов, но и для исследователей в области гастрономической науки.

## История и региональное значение
Чечил с плесенью широко распространён в Ширакской области Армении, где его производство стало значимой частью локального гастрономического наследия. Особый микроклимат региона способствует естественному формированию благородной плесени, что создаёт оптимальные условия для созревания сыра. Традиции сыроварения в данном регионе передаются из поколения в поколение, что обеспечивает сохранение уникальных технологий и вкусовых характеристик продукта.
Говорят, что в древности армяне для проверки качества сыра чечил использовали очень интересный метод: нить сыра должна была пройти через игольное ушко.
«Среди жителей Ширака самым уважаемым видом чечила является "зелёный сыр". Традиционный ширакский "зелёный" или "плесневелый" сыр по своим качествам очень близок к сыру рокфор. Чтобы его получить, горшок с сыром открывают, протыкают чечил в нескольких местах, чтобы воздух проникал между слоями, и ставят в тёплое место. Воздух способствует образованию плесени, благодаря чему сыр приобретает особую мягкость и приятный острый аромат. Чтобы сыр быстрее зеленел, в некоторых деревнях Ширака между слоями "утрамбованного" сыра слегка распыляют молоко.»

## Варианты употребления
Чечил с плесенью отличается широкой вариативностью использования в кулинарии. Его употребляют в качестве изысканной закуски, часто сочетая с винами, обладающими высокой кислотностью, для сбалансированного раскрытия вкуса. Сыр также используется как ингредиент в гастрономически сложных салатах, горячих блюдах и даже десертах. В некоторых рецептурах чечил с плесенью применяется в приготовлении соусов и начинок для выпечки, что подчёркивает его универсальность.

## Биологические и питательные свойства
Чечил с плесенью характеризуется высоким содержанием белков, кальция и пробиотических культур. Благородная плесень, используемая в процессе ферментации, содержит штаммы микроорганизмов, которые оказывают положительное воздействие на микрофлору кишечника. Исследования показывают, что регулярное употребление таких продуктов может способствовать улучшению пищеварения и укреплению иммунной системы.

## Особенности производства
Процесс создания чечила с плесенью является сложным и многосоставным. Исходным сырьём служит высококачественное коровье или овечье молоко, из которого формируются характерные волокнистые структуры. После формирования сыр проходит этап созревания в контролируемых условиях, включающих определённые параметры влажности и температуры. На поверхности сыра развивается плесень из рода Penicillium, которая обеспечивает уникальные органолептические свойства продукта. Длительность созревания варьируется от нескольких недель до нескольких месяцев, в зависимости от желаемой степени зрелости.
Чечил с плесенью представляет собой выдающийся образец сыроваренной традиции, сочетающий гастрономическое искусство и биотехнологические подходы. Его сложный вкус, разнообразные способы употребления и культурная значимость делают этот продукт объектом как гастрономического, так и научного интереса. Высокая популярность чечила с плесенью в Ширакской области подчёркивает его важность в контексте локальной кухни и мировой гастрономии.

## Внешние ссылки
Метод приготовления чечила с плесенью